# Scheelzien
Scheelzien, loensen, strabisme, of strabismus is een oogafwijking waarbij de ogen niet in dezelfde richting kijken. Grofweg bestaan er twee soorten scheelzien: manifest scheelzien en latent scheelzien.

## Soorten scheelzien

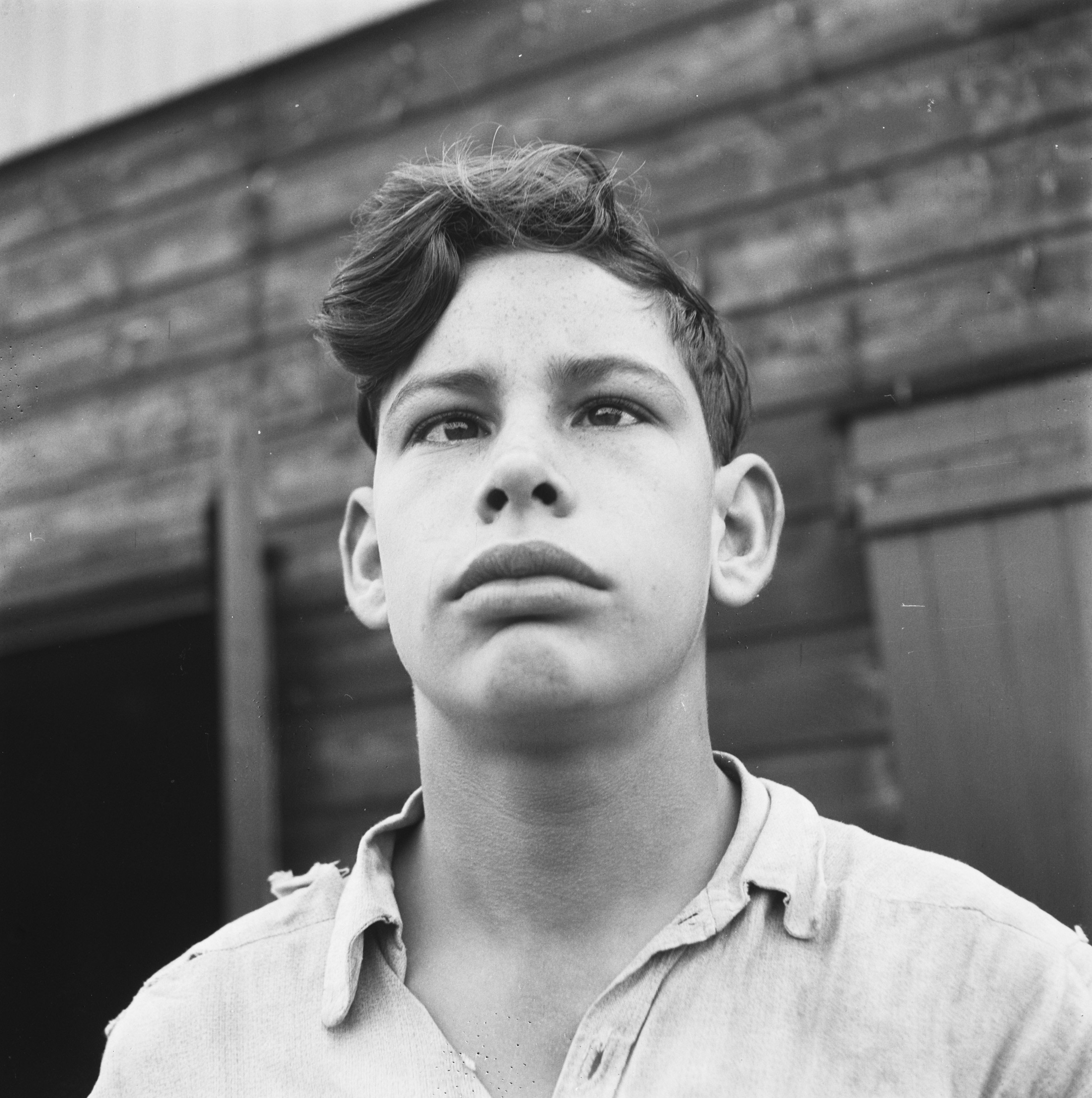
Scheelziende jongen (1945)

### Manifest scheelzien
Wanneer de oogassen niet op hetzelfde punt gericht zijn spreken we van manifest scheelzien.
Als een oog naar buiten afwijkt is er sprake van divergent scheelzien of exotropie en wanneer het oog naar binnen afwijkt is er sprake van convergent scheelzien of esotropie. Ook kan een oog te laag staan (hypotropie) of te hoog (hypertropie).

### Latent scheelzien
Bij latent scheelzien zijn de ogen op hetzelfde punt gericht wanneer beide ogen open zijn. Wanneer één oog afgedekt wordt dan neemt het oog achter de hand de rustpositie in. Dit kan naar buiten zijn (exoforie), naar binnen (esoforie) of naar boven (hyperforie).
De meeste mensen hebben een geringe mate van exoforie. Dit is normaal, geeft geen klachten en hoeft niet behandeld te worden. Bij sommige mensen is de mate van latent scheelzien zo groot dat dat wel tot klachten leidt zoals hoofdpijn en leesproblemen. Een mildere variant hiervan wordt fixatiedisparatie genoemd.

## Oorzaak
De oorzaken van strabismus zijn verschillend. Een hoge mate van verziendheid (hypermetropie) zal het oog laten accommoderen om een zo scherp mogelijk beeld te krijgen. Hierbij treedt ook de "trias" op, een combinatie van accommodatie, convergentie en pupilverkleining die aan elkaar gekoppeld zijn. De ogen zullen dus naar elkaar toe draaien (convergeren) en de pupil zal kleiner worden. Deze convergentie zal bij kijken in de verte een dubbelbeeld geven omdat de ogen gericht zijn op een punt nabij. Ook bijziendheid kan scheelheid veroorzaken.
Een andere oorzaak zijn te korte, te lange of niet goed functionerende oogspieren.
Daarnaast speelt erfelijkheid vaak een rol in het ontstaan van scheelzien. Ook te vroeg geboren kinderen hebben een grotere kans scheel te gaan kijken.
Scheelzien/dubbelzien kan ook op latere leeftijd ontstaan. Vaak is er dan sprake van een andere afwijking, waarvan het scheelzien een gevolg is. Voorbeelden hiervan zijn een TIA of een hersentumor. Een meer zeldzame oorzaak is het Miller-Fischer syndroom. Hierbij is er een aantasting van het zenuwstelsel waardoor het aansturen van de oogspieren niet meer correct verloopt.

## Risico’s
Door scheelzien kan een lui oog (amblyopie) ontstaan. Dit ontstaat wanneer het kind voortdurend met één en hetzelfde oog kijkt. Het andere oog wordt namelijk door de hersenen genegeerd om dubbelbeeld (diplopie) te voorkomen, aangezien beide ogen niet naar hetzelfde punt kijken. Wanneer het scheelzien afgewisseld wordt (alternerend scheelzien) dan is het risico op een lui oog nihil omdat beide ogen en dus de hersenen door beide ogen gestimuleerd worden.

## Behandelingen

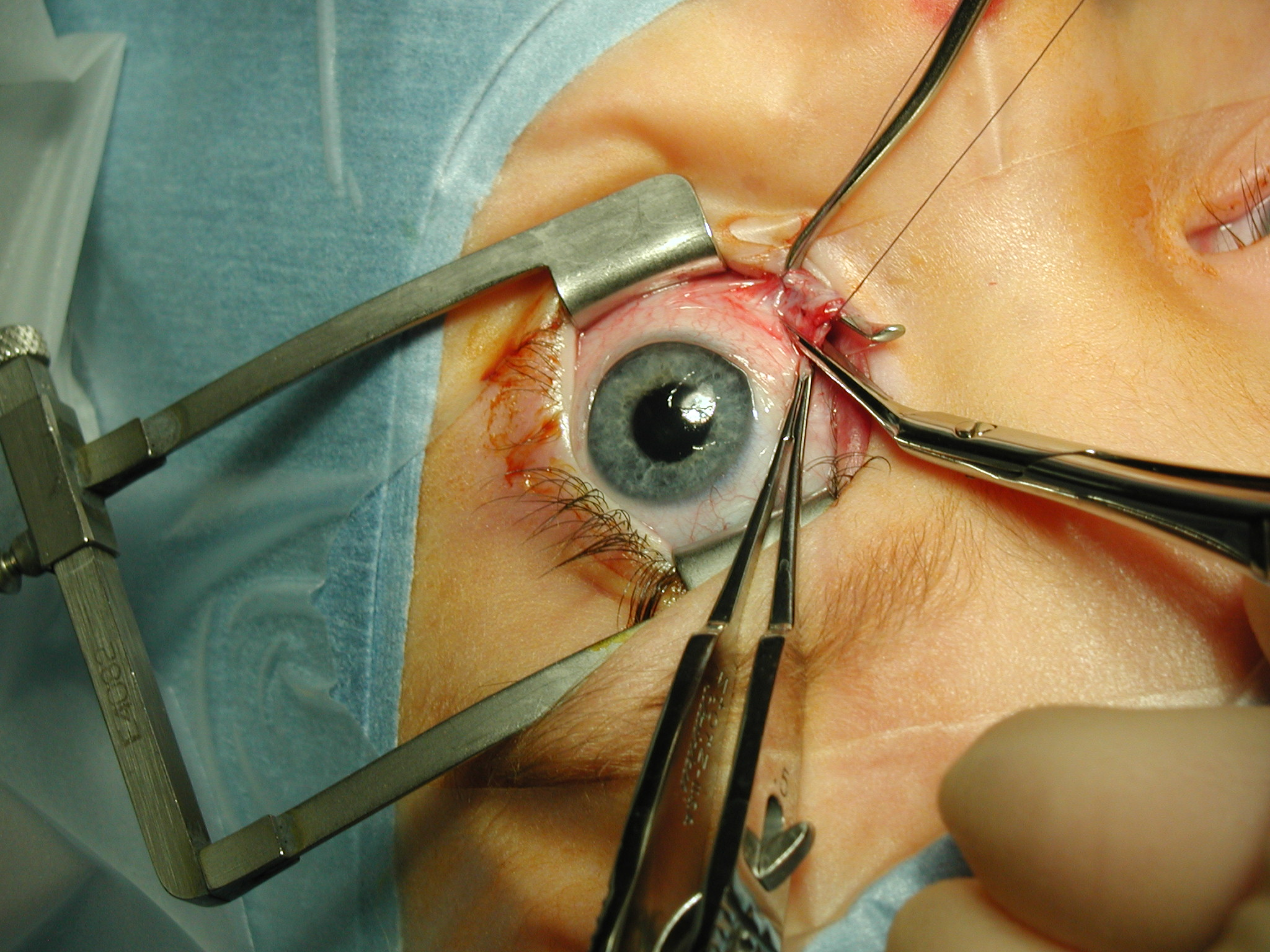
Strabismusoperatie

Afhankelijk van de oorzaak en de graad van het scheelzien zal de behandeling verschillen. Indien de oorzaak niet ooggerelateerd is zal eerst de onderliggende aandoening moeten worden behandeld. Als de oorzaak ooggerelateerd is zijn er verschillende behandelingen beschikbaar: oogoefeningen, het dragen van een ooglapje, prismabrillen en in meer extreme gevallen een operatie aan de oogspieren. Voor elke individuele patiënt moet bepaald worden welke behandeling het meest gepast is. In sommige gevallen zal een operatie met daaropvolgend revaliderende visuele training het meest gunstige resultaat geven.
Verziendheid is een gangbare oorzaak van scheelzien. Omwille van de extra inspanning die geleverd moet worden om te accommoderen kan de oogsamenwerking soms in de war geraken. Door de verziendheid te corrigeren met een bril hoeft de persoon zelf niet meer te accommoderen en wordt de spanning opgeheven. Naargelang de ernst van het scheelzien zal de oogsamenwerking zich al dan niet spontaan herstellen. Dit herstel kan worden bevorderd door visuele training.
Vaak kan de schele oogstand gecompenseerd worden door het dragen van een prismabril. Door het buigen van de lichtstralen door de prismabril verschuift de waarneming van het beeld van het schele oog en kunnen de hersenen soms toch nog de beelden van beide ogen versmelten of fuseren. Prismabrillen worden voorgeschreven door een oogarts, optometrist of orthoptist. Op lange termijn kan de ondersteuning van een prismabril echter soms leiden tot een verdere verzwakking van de oogsamenwerking. De schele oogstand 'eet de prismacompensatie op' en gaat nog scheler staan. Om de oogsamenwerking meer structureel en duurzaam te verbeteren is visuele therapie vaak aangewezen.
Tijdens visuele-therapieoefeningen wordt gebruik gemaakt van lenzen, prisma's, anaglyph en gepolariseerde filters, 3D-targets en gespecialiseerde toestellen. In toenemende mate worden ook aangepaste computerprogramma's en virtual-reality-headsets gebruikt in het kader van visuele therapie. Eén van de belangrijkste maatstaven om te achterhalen of iemand echt hersteld is van scheelzien en de oogsamenwerking structureel gerevalideerd is, is het meten van het dieptezicht of stereozicht (stereoacuïteit). In haar boek 'Diepte Leren Zien' legt Amerikaans neurobiologe Susan R. Barry, die zelf van kinds af scheel zag, uit hoe ze na een periode van visuele therapie op 48-jarige leeftijd dieptezicht verwierf en hoe anders die manier van zien is in vergelijking met het platte 2D-zicht dat scheelziende mensen ondervinden. Scheelzien is niet een louter esthetisch probleem. Een gebrek aan goede oogsamenwerking leidt tot serieuze neurovisuele gebreken die vaak miskend en onderschat worden. Door de miskenning van de impact van scheelzien op het dagelijks functioneren van scheelziende patiënten wordt visuele therapie of neurovisuele revalidatie vaak onderbelicht als behandelingsmethode. Aan de andere kant zijn, door een sterke focus op het esthetische aspect van scheelzien, oogspieroperaties de meest voorgeschreven behandelingsmethode.